# Béla Markó
Béla Markó (n. 8 septembrie 1951, Târgu Secuiesc, Covasna, România) este scriitor, traducător și politician de etnie maghiară din România, președinte al UDMR din 1993 până în 2011.
În perioada 2004-2008 a îndeplinit funcția de ministru de stat pentru coordonarea activităților în domeniul culturii, educației și integrării europene în ambele guverne Tăriceanu. Între 23 decembrie 2009 și 27 aprilie 2012 a deținut funcția de vicepremier, în cadrul celui de-al doilea guvern Emil Boc (2).

## Biografie

### Viață timpurie, educație
Béla Markó s-a născut într-o familie de etnie maghiară la data de 8 septembrie 1951, în orașul Târgu Secuiesc, aflat pe atunci în Regiunea Stalin. După studii secundare și de liceu în orașul natal (1958-1970), a urmat cursurile Facultății de Filologie, secția maghiară-franceză din cadrul Universității Babeș-Bolyai din Cluj, pe care le-a absolvit în anul 1974.
„Am absolvit filologia, limba și literatura maghiară și franceză, dar, până în ultimul moment, am avut o dilemă în ce direcție să mă îndrept. Trebuia să aleg între filologie, scriind deja în liceu poezie și publicând, și, pe de altă parte, ceea ce mi-a plăcut extrem de mult, științele tehnice. Voiam să mă fac inginer electronist. Asta era dilema mea. În ce direcție să merg. Mă interesează și m-a interesat foarte mult tehnica. Mai demult, când mai aveam timp, reparam orice și îmi plăcea să am astfel de îndeletniciri. Întotdeauna i-am invidiat pe oamenii care lucrează cu materiale concrete - lemnul, metale. Și astăzi zic că e mult mai frumos și ușor să lucrezi cu așa ceva decât cu oameni. De exemplu, în politică nu depinde numai de tine ceea ce ai obținut, ci depinde și de celălalt om sau depinde de partidele politice, de viața politică. Degeaba ai proiecte frumoase, realizarea lor nu depinde numai de tine. De aceea, îmi place și în literatură. Și acolo depinde numai de tine și de o bucată de hârtie și un creion, și dacă reușești sau nu reușești ceva, și nu depinzi de alte condiții.”—Béla Markó
După absolvirea facultății, a lucrat ca profesor de franceză la Școala generală din satul Sântana de Mureș (județul Mureș) (1974-1976). În anul 1976 devine redactor la revista literară “Igaz Szó” din Târgu Mureș, apoi din anul 1989 este redactor șef al revistei literară „Látó”, tot din Târgu Mureș.

### Scriitor
Poet și traducător de limbă maghiară, Béla Markó a devenit membru al Uniunii Scriitorilor din România (1978), membru al Uniunii Scriitorilor din Ungaria (1990) și secretar general al grupului P.E.N. al Scriitorilor Maghiari din România (1990). De asemenea, a fost în perioada 1990–1996 secretar al Filialei Uniunii Scriitorilor din Târgu Mureș.

### Viață personală
Béla Markó vorbește limba maghiară (maternă), limbile română, franceză, engleză și rusă. El este căsătorit și are trei copii. Este de religie reformată.

### Activitatea literară
Începând din anul 1974, Béla Markó a publicat 44 volume de poezii în limba maghiară, 8 volume de eseuri și analiză literară în limba maghiară, 10 volume de studii, interviuri și discursuri politice în limba maghiară, precum și traduceri în limba maghiară ale unor piese de Lucian Blaga și Radu Stanca.
Printre lucrările publicate de el și traduse în alte limbi, menționăm următoarele:
- Notes on a happy pear tree (Ed. Pont, Budapesta, 1999, în  limba engleză de Sylvia Csiffary) - poezii
- Comme un échiquier fermé (Ed. Ibolya Virág, Paris, 2001, în limba franceză de Lorand Gaspar și Sarah Clair) - poezii
- Despre natura metaforelor (Ed. Kriterion, București, 1989, în limba română de Paul Drumaru, 95 p.)[7] - poezii
- Timp canibal (Ed. Komp–Press, Cluj, 1997, în limba română de Paul Drumaru, 147 p.)[8] - poezii
- Condamnați la reconciliere (Ed. Curtea Veche, București, 2006, în limba română de Paul Drumaru) - Convorbiri cu Ágoston Hugó
- Badminton (Ed. Curtea Veche, București, 2016, traducere în limba română de Kocsis Francisko, 128 p.; ISBN: 978-606-588-894-4)[9] - poezii
- Iartă-ne, Ginsberg (Ed. Curtea Veche, București, 2020, traducere în limba română de Kocsis Francisko, 120 p.; ISBN: 978-606-44-0552-4)[10] - poezii

Béla Markó a obținut mai multe premii literare în România și în Ungaria.

## Activitatea politică
În decembrie 1989, Béla Markó a devenit membru fondator și vicepreședinte al organizației UDMR Mureș, fiind ales apoi ca membru în Prezidiul UDMR (1990-1991). Deși a crezut la vremea respectivă că e un angajament provizoriu și că și-a părăsit profesia de scriitor numai pentru o scurtă perioadă, el a continuat să desfășoare o intensă activitate politică.
După alegerile parlamentare din mai 1990, a fost ales ca senator de Mureș, pe listele UDMR, fiind reales în toate legislaturile ulterioare (formate după alegerile din 1992, 1996, 2000 și 2004). În prima legislatură, a fost membru în Comisiile de cultură și învățământ ale Senatului, membru în Comitetul Director al Grupului Român al Uniunii Interparlamentare (1990-1992) și președinte al grupului UDMR din Senat (1991-1992). În cadrul activității sale parlamentare, Béla Markó a fost membru în grupurile parlamentare de prietenie cu Republica Italiană și Republica Franceză-Senat.
În calitate de senator, a îndeplinit funcțiile de membru în Comisiile de politică externă și de cultură ale Senatului României (1992–1996), membru în Comisia pentru politică externă și în Comisia pentru învățământ, știință și tineret (1996-2000), membru în Comisia pentru politică externă (2000-2004) și membru în Comisia pentru politică externă (2004-2008) și în Comisia pentru cultură, artă și mijloace de informare în masă (decembrie 2004 - martie 2005).
În anul 1993, Béla Markó a fost ales în funcția de președinte al Uniunii Democrate Maghiare din România (UDMR), fiind reales în această funcție la alegerile din anii 1995, 1999, 2003 și 2007.
Béla Markó a fost candidatul UDMR la alegerile prezidențiale din România din 28 noiembrie 2004, obținând un număr de 533.446 voturi, reprezentând 5,10% din numărul voturilor valabil exprimate (locul 4).
La data de 29 decembrie 2004, Béla Markó a fost numit în funcția de viceprim-ministru în Guvernul Tăriceanu și totodată ministru de stat fără portofoliu, pentru coordonarea activităților în domeniul culturii, educației și integrării europene. A demisionat din această demnitate la data de 3 iulie 2007, pentru a putea coordona campania electorală a UDMR (alegerile europarlamentare din noiembrie 2007, alegerile locale din iunie 2008 și alegerile parlamentare din toamna anului 2008), dar și ca rezultat al referendumului pentru demiterea lui Traian Băsescu. Mi-am dat demisia pentru a nu avea un insucces în alegeri... Am vrut să previn un insucces, a explicat el . Printre realizările la care a contribuit în calitate de ministru de stat, el a enumerat câteva "lucruri extrem de importante pentru țară": aderarea la UE, alocarea către învățământ a unor sume bugetare mai mari decât în anii anteriori, relansarea infrastructurii din domeniul Educației.
În legislatura 2008-2012, Béla Markó a fost membru în grupurile parlamentare de prietenie cu Federația Rusă și Republica Franceză-Senat. În legislatura 2008-2012, Béla Markó a inițiat 5 propuneri legislative dintre care 4 au fost promulgate legi. 
La data de 23 decembrie 2009, a fost reales în funcția de viceprim-ministru în Guvernul Boc. Și-a continuat mandatul după demisia lui Boc, la 6 februarie 2012, în Guvernul Ungureanu. A fost înlocuit la 7 mai 2012, ca urmare a demiterii prin moțiune de cenzură a cabinetului. La alegerile parlamentare din 2012, a obținut un nou mandat de senator în circumscripția electorală nr.28 din Mureș, pe colegiul uninominal 2.

### Aprecierea activității UDMR
„După părerea mea, noi cei din UDMR am realizat, în acest deceniu și jumătate, foarte multe lucruri importante. Am înființat o organizație puternică, ce a reușit nu numai să se mențină în viața politică românească, dar și să influențeze, la urma urmei, soarta țării și a propriei noastre comunități. Am fost de două ori într-o coaliție guvernamentală, am schimbat cadrul legislativ și instituțional privind condiția de minoritar, dar, în același timp, am și nemulțumiri. Avansăm mult mai încet decât aș fi sperat. Totuși, eu mă consider în continuare un scriitor sau un poet, și nu un politician de profesie.
.”—Béla Markó

## Lucrări publicate

### Volume de poezii
- A szavak városában (Editura Kriterion, București, 1974)
- Sárgaréz évszak (Editura Dacia, Cluj, 1977)
- Lepkecsontváz (Ed. Kriterion, București, 1980)
- Az örök halasztás (Ed. Kriterion, București, 1982)
- Talanítás (Ed. Kriterion, București, 1984)
- Szarka-telefon. Versek kisfiúknak-kislányoknak (Ed. Ion Creangă, București, 1984)
- Friss hó a könyvön (Ed. Kriterion, București, 1987)
- Mindenki autóbusza (Ed. Magvető, Budapesta, 1989)
- Égő évek (Ed. Kriterion, București, 1989)
- Tücsöknóta. Versek kisfiúknak, kislányoknak (Ed. Ion Creangă, București, 1990)
- Kiűzetés a számítógépből (Ed. Kriterion, București, 1991)
- Ellenszélben (Ed. Püski, Budapesta, 1991)
- Kannibál idő, 1968-1989 (Ed. Könyves Kálmán – Széphalom Könyvműhely, Budapesta, 1993)
- Érintések. Széphalom Könyvműhely (Budapesta, 1994)
- Karikázó idő. Versek kisfiúknak, kislányoknak (Antológia Kiadó, Kecskemét, 1996)
- Szétszedett világ. Egybegyűjtött versek, 1967-1995 (Ed. Mentor, Târgu Mureș, 2000)
- Ha varázsló lennék (Gyermekversek) (Ed. Pallas-Akadémia Könyvkiadó, Miercurea Ciuc, 2000)
- Szerelmes szonettkoszorú (Ed. Pallas-Akadémia Könyvkiadó, Miercurea Ciuc, 2002)
- Költők koszorúja (Ed. Pallas-Akadémia Könyvkiadó, Miercurea Ciuc, 2002)
- Balkáni fohász (Ed. Pallas-Akadémia Könyvkiadó, Miercurea Ciuc, 2003)
- Miért lassú a csiga? (Ed. Bookart, Miercurea Ciuc, 2007)
- Hány életünk volt? (Ed. Bookart, Miercurea Ciuc, 2007)
- A pinty és a többiek (Ed. Bookart, Miercurea Ciuc, 2007)
- A hold fogyókúrája (Ed. Bookart, Miercurea Ciuc, 2008)
- Balázs kertje (Ed. Bookart, Miercurea Ciuc, 2009)
- Tulajdonképpen minden (Ed. Bookart, Miercurea Ciuc, 2010)
- Út a hegyek közt (99 haiku). Ed. Bookart, Miercurea Ciuc, 2010
- Visszabontás. Ed. Jelenkor Kiadó, Pécs, 2011
- Boldog Sziszüphosz (Haikuk). Ed. Bookart, Miercurea Ciuc, 2012
- Hasra esett a Maros (Gyermekversek). Ed. Bookart, Miercurea Ciuc, 2012
- Festékfoltok az éjszakán (szonettek). Ed. Jelenkor Kiadó, Pécs, 2012
- Csatolmány (versek). Ed. Bookart, Miercurea Ciuc, 2013
- Egy mondat a szeretetről. Hatvan vers Szávai Géza válogatásában, 1974–2011. Ed. Pont Kiadó, Budapesta, 2013
- Fűszál a sziklán (99 haiku). Ed. Bookart, Miercurea Ciuc, 2014
- Elölnézet (Szonettek), Ed. Jelenkor Kiadó, Pécs, 2014
- Száz mázsa hó (Gyermekversek), Ed. Pont Kiadó, Budapesta, 2014
- Passiójáték (Szonettkoszorú Részegh Botond képeihez). Ed. Bookart, Miercurea Ciuc, 2015
- Kerítés. Alkalmi és alkalmatlan versek, 2008-2015 Ed. Pesti Kalligram, Budapesta, 2016
- Válogatott versek. Székely Könyvtár, Ed. Hargita Kiadóhivatal, Miercurea Ciuc, 2016
- Brunó, a kedves véreb (Versek gyermekeknek és felnőtteknek). Ed. Noran Libro Kiadó, Budapesta, 2016
- Bocsáss meg, Ginsberg. Versek; Ed. Kalligram, Budapesta, 2018
- Amit az ördög jóváhagy. Szonettek. Ed. Kalligram, Budapesta, 2019
- Egy mondat a szabadságról (versek). Ed. Kalligram, Budapesta, 2020
- A haza milyen? (versek); Ed. Kalligram, Budapesta, 2021
- Már nem közös (versek 2021-2022). Kalligram, Budapest, 2023
- Autóbusz Kufsteinbe (versek); Kalligram, Budapest, 2024
- Kufárok a templomban (Versek 2019-2024); Bookart, Csíkszereda, 2024

### Volume de eseuri și analiză literară
- Az erdélyi macska. Szépliteratúrai utazások 1978-1994 (Ed. Pallas-Akadémia Könyvkiadó, Miercurea Ciuc, 1999)
- Olvassuk együtt (Ed. Albatros, București, 1989)
- Magyar irodalom: XX. századi magyar irodalom tankönyv a XI. osztály számára (Editura Didactică și Pedagogică, București, 1998)
- Ki lakik a kertünkben (Mesék). Ed. Pallas-Akadémia, Miercurea Ciuc, 2008
- A vörös kaptár (Esszék). Ed. Pont Kiadó, Budapesta, 2012
- Rekviem egy macskáért (Esszé, publicisztika 2011–2014), Ed. Kalligram, Bratislava, 2015
- Erdélyi pikareszk (Esszé, publicisztika 2011–2016), Ed. Pesti Kalligram Kft., Budapesta, 2017 ISBN 9789634680024
- A költészet rendeltetésszerű használatáról. Esszék. Ed. Bookart, Miercurea Ciuc, 2019
- Zsarnokra várva. Esszé, publicisztika 2017–2021; Pesti Kalligram, Bp., 2022

### Volume de studii, interviuri și discursuri politice
- A feledékeny Európa (Ed. Mentor, Târgu Mureș, 2000) - discursuri 1990-1999
- Önállóságra ítélve (Ed. Mentor, Târgu Mureș, 2002) - discursuri 2000-2002
- A magyar dilemma (Ed. Pallas-Akadémia Könyvkiadó, Miercurea Ciuc, 2004) - discursuri 2002-2004
- A lábujjhegyre állt ország (Ed. Pallas-Akadémia Könyvkiadó, Miercurea Ciuc, 2006)
- Egy irredenta hétköznapjai (Ed. Pallas-Akadémia, Miercurea Ciuc, 2009);
- Kié itt a tér (Válogatott közéleti cikkek, előadások 1991–2009). Ed. Pallas-Akadémia, Miercurea Ciuc, 2010
- Így működik Markó Béla (Beszélgetések Kelemen Attila Árminnal). Editura Koinónia, Cluj Napoca, 2012
- A magyar kártya. Beszélgetés Markó Bélával. Kőrössi P. József, Ed. Kossuth Kiadó, Budapesta, 2013
- Engedd hazámat értenem (Beszélgetés Lengyel Lászlóval), Ed. Helikon Kiadó, Budapesta, 2017 ISBN 9789632279077

### Opera tradusă în alte limbi
- Condamnați la reconciliere (Ed. Curtea Veche, București, 2006, în limba română de Paul Drumaru) - Convorbiri cu Ágoston Hugó
- Ruleta maghiară (Convorbiri cu Kőrössi P. József). În limba română de Anamaria Pop. Editura Curtea Veche, Bucuresti, 2014

Volume de poezie traduse:
- Notes on a happy pear tree (Ed. Pont, Budapesta, 1999, în limba engleză de Sylvia Csiffary);
- Comme un échiquier fermé (Ed. Ibolya Virág, Paris, 2001, în limba franceză de Lorand Gaspar și Sarah Clair);
- Despre natura metaforelor (Ed. Kriterion, București, 1989, în limba română de Paul Drumaru, 95 p.);
- Timp canibal (Ed. Komp–Press, Cluj, 1997, în limba română de Paul Drumaru, 147 p.);
- A kert erotikája/Erotica grădinii (Sonete în limba maghiară si română). În limba română de Paul Drumaru, Editura Curtea Veche, București, 2010
- Az egyhangúság dicsérete/ Lauda monotoniei (Sonete în limba maghiară si română). În limba română de Paul Drumaru. Editura Curtea Veche, București, 2012
- Badminton (Poezii oportune si inoportune 2008-2015) (Ed. Curtea Veche, București, 2016, traducere în limba română de Kocsis Francisko, 128 p.; ISBN: 978-606-588-894-4);
- Iartă-ne, Ginsberg (Ed. Curtea Veche, București, 2020, traducere în limba română de Kocsis Francisko, 120 p.; ISBN: 978-606-44-0552-4).
- O propoziție despre libertate (Poezii 2018-2022) Románra fordította Kocsis Francisko. Editura Curtea Veche, București, 2022
- Al cui sunt? (Poezii). Románra fordította Kocsis Francisko. Editura Curtea Veche, București, 2024
- Una sugerencia sobre la libertad (Egy mondat a szabadságról) (Versek 2018-2022). Spanyolra fordította Gheorghe Vințan. Az előszót írta Eugeniu Nistor. Colección Hispanica. Notting Hill Editorial, Madrid, 2024

## Premii
- Premiul Uniunii Scriitorilor din Târgu Mureș (1974, 1982)
- Premiul Uniunii Scriitorilor din România (1980)
- Premiul Füst Milán (1990)
- Premiul Déry Tibor (1991)
- Premiul József Attila (1994)
- Premiul Bethlen Gábor (1996)
- A Magyar Köztársaság Nagykeresztje (2004)
- Steaua României, în grad de Cavaler (2004)
- Premiul Irodalmi Jelen (2010)
- Premiul Szabad Sajtó (Presa liberă) - 2011
- Premiul Magyar Szabadságért (2011)
- Premiul Alföld (2012)
- Premiul Hazám (2012)
- Premiul Székelyföld (2013)
- Premiul Bárka (2013)
- Premiul Mozgó Világ (2015)
- Premiul Kortárs (2016)
- Korunk Kulcsa (2017)
- Premiul Literar Artisjus (2019)
- Premiul Zelk Zoltán (2019)
- Premiul Aranytoll (2021)
- Premiul Kriterion-koszorú – 2021
- Premiul Szépirodalmi Figyelő – 2021
- Steaua României, în grad de Ofițer (2021)
- Premiul Európai Hazafi, 2022